# Dennery (kvarter)
Dennery (engelska: Dennery Quarter) är ett kvarter i Saint Lucia. Det ligger i den centrala delen av landet. Antalet invånare är 13 179. Arean är 70 kvadratkilometer. Dennery ligger på ön Saint Lucia. Dennery gränsar till Dauphin. Huvudort är Dennery. 